# Kaltag
Kaltag is een plaats (city) in de Amerikaanse staat Alaska, en valt bestuurlijk gezien onder Yukon-Koyukuk Census Area.

## Demografie
Bij de volkstelling in 2000 werd het aantal inwoners vastgesteld op 230.
In 2006 is het aantal inwoners door het United States Census Bureau geschat op 207, een daling van 23 (-10.0%).

## Geografie
Volgens het United States Census Bureau beslaat de plaats een oppervlakte van
70,9 km², waarvan 60,3 km² land en 10,6 km² water.

## Plaatsen in de nabije omgeving
De onderstaande figuur toont nabijgelegen plaatsen in een straal van 104 km rond Kaltag.